# ان‌جی‌سی ۳۵۵
ان‌جی‌سی ۳۵۵ (انگلیسی: NGC 355) نام یک کهکشان عدسی در صورت فلکی نهنگ است.